# Takanobu Jumonji
Takanobu Jumonji (十文字 貴信, Jūmonji Takanobu), né le 10 novembre 1975, est un coureur cycliste japonais. Il a été médaillé de bronze du kilomètre aux Jeux olympiques de 1996.

## Palmarès

### Jeux olympiques
- Atlanta 1996
  -  Médaillé de bronze du kilomètre

### Championnats asiatique
- 1999
  -  Médaillé d'or de la vitesse par équipes (avec Narihiro Inamura et Toshiaki Fushimi)

### Jeux asiatiques
- Bangkok 1998
  -  Médaillé d'argent du kilomètre